# Daisuke Sakaguchi
Daisuke Sakaguchi (阪口 大助 Sakaguchi Daisuke?,  Kashiwazaki, Prefectura de Niigata, 11 de octubre de 1973) es un actor de voz japonés. Algunos de sus papeles más destacados incluyen el de Shinpachi Shimura en Gintama, Yōhei Sunohara en Clannad, Üso Ewin en Mobile Suit Victory Gundam, Leonardo Watch en Kekkai Sensen y Kei Himuro en Paprika, entre otros. Está afiliado a Aoni Production.

## Filmografía

### Anime
1992
- Sailor Moon como Gato

1993
- Mobile Suit Victory Gundam como Üso Ewin
- Gōsuto Suīpā Mikami Gokuraku Daisakusen!! como Estudiante

1994
- Marmalade Boy como Yamaguchi
- Rai Ryuga Thunder Jet como Toramaru

1995
- Kyōryū Bōkenki Jura Tripper como Beso
- Sailor Moon SuperS como Kyūsuke Sarashina

1996
- Gambalist! Shun como Fujimaki Shun
- Kiteretsu como Eiichi Kite (joven)

1997
- Shin-chan como Yoshirin Hatogaya
- Chūka Ichiban! como Tan Sanche
- Kindaichi Shounen no Jikenbo como Sakuraba
- Seisho Monogatari como Asaph

1998
- Haruba-Ke no Sanninme como Mashimaro
- Mamotte Shugogetten como Tasuke Shichiri
- Record of Lodoss War como Marle
- Tenkū Tenshō Nazca como Keita Seino/Amaro
- Yoiko como Kenji Amimoto
- Yu-Gi-Oh! como Hamada Haiyama

1999
- Hōshin Engi como Taiitsu Shijin (eps 16-17)
- The Big O como Jeff Meyers

2000
- Gakkō no Kaidan como Reiichirō Miyanoshita (joven)
- Go! Anpanman como Hamigakiman (2º voz, en reemplazo de Kaneto Shiozawa)
- Hajime no Ippo como Masahiko Umezawa y Naomichi Yamada/Hammer Nao

2001
- Beyblade como Giancarlo (Enrique)
- Magical Nyan Nyan Taruto como Geppei Ogaki
- One Piece como Portgas D. Ace (joven)
- Shingu: Secret of the Stellar Wars como Narita Jirou
- Super GALS como Gori y Naoki Kuroi

2002
- Atashi'n chi como Yuzuhiko
- Digimon Frontier como Trailmon
- Heat Guy J como Claire Leonelli
- Pokémon: Generación Avanzada como el Bonsly de Takeshi y Tom Pei
- The Twelve Kingdoms como Hakuchi y Suguru Takasato
- Tokyo Mew Mew como Kisshu

2003
- Air Master como Reiichi Mishima
- Astroboy como Butch y Maru-chan
- Bobobo como Halon Oni/Halon Diablo y el menor de los hermanos Dinamita
- Croquette! como Pirozhki
- Maburaho como Kazuki Shikimori
- Narue no Sekai como Kazuto Iizuka
- Tantei Gakuen Q como Masashi Tominaga

2004
- Agatha Christie no Meitantei Poirot to Marple como Alex Crackenthorpe
- Black Jack como Mitsuo
- Mars Daybreak como Kato Takigawa, Jr.
- Paranoia Agent como Makoto Kozuka y Shonen Bate
- Ragnarok The Animation como Roan
- Rockman.EXE Stream como Tomahawkman

2005
- D.I.C.E. como Jet Siegel
- Major como Tokashiki
- MÄR como Jack
- One Piece como Rittonto
- Rockman.EXE Beast como Tomahawkman
- Shinshaku Sengoku Eiyū Densetsu - Sanada Jū Yūshi The Animation como Chunagon Hideaki Kobayakawa
- Sousei No Aquarion como Jun Lee
- Suki na Mono wa Suki Dakara Shōganai! como Hiromu Sakura
- Tide-Line Blue como Keel

2006
- .hack//Roots como Silabus
- Bleach como Hō y Ban
- Crónicas Pokémon como Tsutomu
- Gintama como Shinpachi Shimura, Ketsuago Shinpachi y Hattsuan
- Kiba como Ginga
- NHK ni Yōkoso! como Kaoru Yamazaki
- Pokémon: Diamante y Perla como Denzi, Hajime, el Carnivine de Kojirou y el Sudowoodo de Takeshi
- Yomigaeru Sora - RESCUE WINGS como Kotaro Kumata y Takefumi Inoue

2007
- Baccano! como Jacuzzi Splot
- Bamboo Blade como Yūji Nakata
- Bokurano como Takashi Waku
- CLANNAD como Youhei Sunohara
- GeGeGe no Kitarō como Kobayashi, Kinkichi y Tofu-Kozou
- Mokke como Arita
- Mononoke como Hyoue Sasaki
- Moyashimon como Tadayasu Sawaki
- Tokyo Majin como Ryouichi Karasu

2008
- Bleach como Seko Shinta
- Gintama como Kobayashi
- CLANNAD After Story como Youhei Sunohara
- Golgo 13 como Steve
- Jigoku Shōjo Mitsuganae como Fumio Mizuhara
- Kamen no Maid Guy como Kōsuke Fujiwara
- Kurogane no Linebarrels como Riku Ousei
- Sands of Destruction como Kumagoro
- Telepathy Shōjo Ran como Yamashita

2009
- Battle Spirits: Shōnen Gekiha Dan como Hideto Suzuri
- Chrome Shelled Regios como Harley Sutton
- Hajime no Ippo: New Challenger como Naomichi Yamada/Hammer Nao

2010
- Battle Spirits: Brave como Hideto Suzuri
- Digimon Xros Wars como Ignitemon
- HeartCatch PreCure! como Hideo Saitani
- Katanagatari como Chōchō Maniwa
- Naruto Shippūden como Samidare

2011
- Chihayafuru como Futoshi Mochida
- Detective Conan como Yoshinari Hashimoto
- Digimon Xros Wars: The Boy Hunters Who Leapt Through Time como FlaWizarmon
- Gintama' como Shinpachi Shimura y Sugihara Teppei
- Guilty Crown como Sōta Tamadate
- Mobile Suit Gundam AGE como Max Hartway
- Sket Dance como Shinpachi Shimura, Splatter Sandayū y Sugihara Teppei

2012
- Area no Kishi como Ichirō Yamanashi
- Battle Spirits: Sword Eyes como Suō
- Hyōka como Satoshi Fukube
- Moyashimon Returns como Tadayasu Sawaki
- Pretty Rhythm Dear My Future como Yū Hirōmi
- Smile PreCure! como Pop

2013
- Battle Spirits: Sword Eyes Gekitōden como Suō
- Danbōru Senki Wars como Celede Chrysler
- Naruto Shippūden como Komushi
- Senyū. Dai 2 Ki como Juli
- White Album 2 como Akira Nanase

2014
- Amagi Brilliant Park como Kimura
- Hamatora como Yuuki Katsuragi
- Hero Bank como Masahiro Mikeda
- Kamigami no Asobi como Zeus Keraunos (niño)
- Shōnen Hollywood - Holly Stage for 49 como Minoru Tomii

2015
- Gintamaº como Shinpachi Shimura
- Kekkai Sensen como Leonardo Watch
- Shōnen Hollywood - Holly Stage for 50 como Minoru Tomii

2016
- Digimon Universe como Hackmon
- Sailor Moon Crystal como Ittō Asanuma
- Sangatsu no Lion como Okuyasu Yokomizo

2017
- Kekkai Sensen & Beyond como Leonardo Watch
- Keppeki Danshi! Aoyama-kun como Jin Tsukamoto
- Landreaall como Ti Ti
- Seikaisuru Kado como Utamaru

2018
- Persona 5: The Animation como Yuuki Mishima

2019
- Fire Force como Victor Licht

2021
- Kaginado como Youhei Sunohara

### OVAs
1996
- Kakugo no Susume como Ponta
- Kekkon ~Marriage~ como Mikimaru Shimura
- Shōnan Bakusōzoku como Tawara

1999
- Graduación M: Nuestro Carnaval como Mikimaro Shimura

2000
- Denshin Mamotte Shugogetten como Tasuke Shichiri

2003
- Submarine 707R como Senta Umino

2004
- Dai Yamato Zero-go como Tom-Tom

2005
- Gintama como Shinpachi Shimura

2007
- .hack//G.U. Returner como Silabus
- Hokuto no Ken - Shin Kyūseishu Densetsu: La leyenda de Yuria como Ryuga
- Sōsei no Aquarion como Jun Lee

2009
- Tokimeki Memorial 4 como Manabu Kobayashi

2011
- VitaminX Addiction como Sanada Masaki

2013
- Sanjōgattai Transformers Go! como Hishōmaru

### ONAs
2002
- Psychic Academy como Ai Shiomi

2015
- Sailor Moon Crystal como Ittou Asanuma

### Películas
1999
- Shin Chan Spa Wars: La guerra de los balnearios como Yoshirin

2000
- Shin Chan: Perdidos en la jungla como Yoshirin

2002
- 6 Angels como Akira Canyon

2003
- Atashi'n chi como Yuzuhiko
- Palme no Ki como Shatta
- Shin Chan y el chuletón imposible como Yoshirin

2005
- Baron Omatsuri and the Secret Island como Rick
- Pokémon: Lucario y el misterio de Mew como Manyula
- Rockman.EXE: Hikari to Yami no Program como Tomahawkman

2006
- Paprika como Hajime Himuro
- Pokémon Ranger y el Templo del Mar como Buoysel y Tamanta
- Shin Chan: A ritmo de samba como Yoshirin

2007
- CLANNAD como Youhei Sunohara
- Pokémon: The Rise of Darkrai como Sudowoodo

2008
- Pokémon: Giratina and the Sky Warrior como el Sudowoodo de Takeshi

2009
- Pokémon: Arceus y la Joya de la Vida como el Sudowoodo de Takeshi
- Uchuu Senkan Yamato Fukkatsu-hen como Shō Tenma

2010
- Gintama: Shinyaku Benizakura-Hen como Shinpachi Shimura

2012
- Ashura como Gosaku

2013
- Gintama: Kanketsu-hen - Yorozuya yo Eien Nare como Shinpachi Shimura
- Pretty Cure All Stars New Stage 2: Amigas del corazón como Pop

2015
- Eiga Precure All Stars: Haru no Carnival como Pop

2016
- Yowamushi Pedal: Spare Bike como Shūsaku Itokawa

### Especiales de TV
1995
- Sailor Moon SuperS como Kyuusuke Sarashina

2001
- Raikou: Ikaduchi no Densetsu como Junichi

2005
- Pikachu no Obake Carnival como Usohachi y Yamirami

2006
- Pikachu no Wanpaku Island como Perappu, Sonano y Usohachi
- Pokemon Fushigi no Dungeon: Shutsudo Pokemon Kyujotai Ganbarus! como Hitokage

2007
- Kindaichi Shōnen no Jikenbo: Operaza Kan Saigo no Satsujin como Fuyuhiko Himori
- Pokémon Mystery Dungeon: Explorers of Time & Darkness como Perappu

2014
- One Piece: 3D2Y: Superar la muerte de Ace! El voto de Luffy a sus amigos como Portgas D. Ace (joven)

### Acción real
2016
- Death Note NEW GENERATION como Near

### Videojuegos
- .hack//G.U. como Silabus
- .hack//link como Silabus
- Atelier Lise ~Alchemist of Ordre~ como Alf Octrhein
- Battle Arena Toshinden 4 como Fen Barefoot
- Battle Fantasia como Cedric Ward
- Bladestorm: The Hundred Years' War como Georges
- CLANNAD como Youhei Sunohara
- CV: Casting Voice como Toru Saotome
- Dynasty Warriors 8 como Zhang Bao
- Fengshen Yanyi 2 como Bai Chang
- God Eater como Kouta Fujiki
- JoJo's Bizarre Adventure: Phantom Blood como Poco
- Kekkon ~Marriage~ como Mikimaro Shimura
- Kessen como Hideaki Kobayakawa y Hidetada Tokugawa
- Kessen II como Yu Jin
- Lunar: Silver Star Story como Nash
- Naruto Shippuden: Ultimate Ninja Heroes 3 como Doshin
- Sotsugyo M ~Seito Kaichou no Karei naru Inbou~ como Mikimaro Shimura
- Star Fox: Assault como Andrew Oikonny
- Star Fox 64 como Andrew Oikonny, NUS (ROB 64) y Bill Grey
- Star Ocean: The Second Story como Ashton Anchors y Noel Chandler
- Tales of the World: Radiant Mythology como Mormo
- True Love Story 2 como Kenta Kazama
- Valkyrie Profile como Rourry (Llewelyn)
- VitaminX como Masaki Sanada
- Xenoblade Chronicles X como Tatsu
- Extraordinary Ones (Android/IOS) como Pretty o "Kokaze"
- Arknights como Enis Visser/Bryophyta

### CD Drama
- BareSuta Third como Nakayama Yuuto
- Boku no Hatsukoi wo kimi ni sasagu como Suzuya Ritsu
- Landreaall como TT Tridlit
- Mr. Fullswing como Shikame Tsutsura
- Narue no Sekai como Kazuto Iizuka
- Phantasy Star Memorial Drama como Rudy (Chaz)

### Doblaje
- Drawn Together como Xandir
- Independence Day como Miguel Casse
- Los Jóvenes Titanes como Larry
- South Park como Stan Marsh

## Música
- Interpretó el tema Eien never ever para la serie Shōnen Hollywood -Holly Stage for 49-.
- Para el OVA Graduación M: Nuestro Carnaval cantó el ending Heart wa Koukiatsu en compañía de Hikaru Midorikawa, Ryōtarō Okiayu, Nobutoshi Canna y Hideo Ishikawa.[2]
- Junto con sus compañeros de elenco participó del ending Taiyou ga Kureta Kisetsu como parte del grupo "Fujimi Koukou Soccer-bu", de la serie Keppeki Danshi! Aoyama-kun.[3] Del mismo modo, cantó el mismo tema como cierre del episodio 5.[4]